# Hans Nüsslein
Hans «Hanne» Nüsslein (Nuremberg, Imperi Alemany, 31 de març de 1910 − Altenkirchen, Alemanya, 28 de juny de 1991) fou un jugador i entrenador de tennis professional alemany.
En el seu palmarès destaquen cinc títols dels grans torneigs professionals.

## Biografia
Durant la seva joventut va jugar a tennis, futbol i handbol en el club 1. FC Nürnberg de la seva ciutat natal.
Fou sancionat per la federació de tennis alemanya per donar classes de tennis remunerades quan només tenia setze anys i mai va poder participar en competicions amateurs, fet que li va impedir disputar els torneigs del Grand Slam. Com a conseqüència, va optar per esdevenir jugador i entrenador de tennis professional. Va guanyar el campionat professional alemany l'any 1931 després de superar Roman Najuch, que portava onze títols consecutius. El fet de no disputar cap torneig amateur i passar a professional directament, va provocar que fos totalment desconegut pels jugadors internacionals. Aquell mateix any va jugar un partit contra Bill Tilden, una de les estrelles internacionals de l'època, i després de necessitar cinc sets per superar-lo, el va convidar a realitzar una gira professional pels Estats Units. Els següents dos anys van realitzar una gira de partits pels Estats Units en la qual Tilden es va imposar clarament. Tanmateix, es van enfrontar en la final del World Pro Championships celebrat a Berlín, i Nüsslein el va superar. Posteriorment també va guanyar la resta de grans títols professionals: US Pro, Wembley Championships i France Professionnel.
A partir de 1936, va preferir centrar-se en fer d'entrenador, primer a Colònia, després fou entrenador de Don Budge i de l'equip australià de Copa Davis, i finalment de diversos tennistes alemanys com Wilhelm Bungert o Christian Kuhnke. Va exercir com a entrenador fins als 70 anys.
Durant la Segona Guerra Mundial va formar part de l'exèrcit alemany, en la qual va patir una lesió al braç que va afectar la seva mobilitat per jugar a tennis.
Va romandre solter la major part de la seva vida però va decidir casar-se amb 72 anys amb la seva parella de molts anys Anneliese. Va morir l'any 1991 a causa d'un vessament cerebral. L'any 2006 fou inclòs a l'International Tennis Hall of Fame.

## Torneigs de Pro Slam

### Individual: 9 (5−4)
| Resultat  | Núm. | Any  | Torneig                                 | Oponent         | Marcador                |
| --------- | ---- | ---- | --------------------------------------- | --------------- | ----------------------- |
| Guanyador | 1.   | 1933 | World Pro Championships                 | Bill Tilden     | 1−6, 6−4, 7−5, 6−3      |
| Finalista | 1.   | 1933 | U.S. Pro Tennis Championships           | Karel Koželuh   | 2−6, 3−6, 5−7           |
| Guanyador | 2.   | 1934 | U.S. Pro Tennis Championships           | Karel Koželuh   | 6−4, 6−2, 1−6, 7−5      |
| Finalista | 2.   | 1934 | Wembley Championships                   | Ellsworth Vines | 6−4, 5−7, 3−6, 6−8      |
| Finalista | 3.   | 1935 | Championnat de France Professionnel     | Ellsworth Vines | 8−10, 4−6, 6−3, 1−6     |
| Guanyador | 3.   | 1937 | Championnat de France Professionnel     | Henri Cochet    | 6−2, 8−6, 6−3           |
| Guanyador | 4.   | 1937 | Wembley Championships                   | Bill Tilden     | 6−3, 3−6, 6−3, 2−6, 6−2 |
| Guanyador | 5.   | 1938 | Championnat de France Professionnel (2) | Bill Tilden     | 6−0, 6−1, 6−2           |
| Finalista | 4.   | 1939 | Wembley Championships (2)               | Don Budge       | 11−13, 6−2, 4−6         |